# Bokutachi wa, Ano Hi no Yoake wo Shitteiru
Bokutachi wa, Ano Hi no Yoake wo Shitteiru (僕たちは、あの日の夜明けを知っている, Nós, conhecemos o amanhecer daquele dia) é o nono álbum de estúdio do grupo de idols japonês AKB48. Foi lançado em 24 de janeiro de 2018 e álbum apresenta os singles lançados anteriormente Shoot Sign, Negaigoto não Mochigusare, #Sukinanda e 11gatsu no Anklet. O álbum foi lançado em três versões (Tipo A, B e Edição de Teatro) e Nana Okada foi anunciada como a centro deste álbum.

## Lista de músicas
| Edição de Teatro |                                                                  | |         |  |
| N.º              | Título                                                           | Artistas | Duração |  |
| 1.               | "Shoot Sign" (シュートサイン)                                    | Single Senbatsu | 4:38    |  |
| 2.               | "Dare no Koto o Ichiban Aishiteru?" (誰のことを一番 愛してる?)   | Sakamichi AKB | 4:24    |  |
| 3.               | "Kanashii Uta o Kikitaku Natta" (悲しい歌を聴きたくなった)       | Mayu Watanabe, Yuki Kashiwagi                                                                                            | 4:32    |  |
| 4.               | "Negaigoto no Mochigusare" (願いごとの持ち腐れ)                  | Single Senbatsu | 2:59    |  |
| 5.               | "#Sukinanda" (#好きなんだ)                                       | Single Senbatsu | 4:28    |  |
| 6.               | "Give Up wa Shinai" (ギブアップはしない)                         | Membros do Tofu Pro Wrestling                                                                                            | 4:51    |  |
| 7.               | "Dakitsukōka?" (抱きつこうか?)                                   | Estudantes de pesquisa da 16ª geração                                                                                    | 4:53    |  |
| 8.               | "11gatsu no Anklet" (11月のアンクレット)                         | Single Senbatsu | 4:23    |  |
| 9.               | "Yosōgai no Story" (予想外のストーリー)                          | Yui Yokoyama, Yuuka Tano, Minami Minegishi, Yuki Kashiwagi, Nana Okada, Akane Takayanagi, Sayaka Yamamoto, Miru Shiroma  | 4:58    |  |
| 10.              | "Namida no Hyōmen Chōryoku" (涙の表面張力)                       | Mion Mukaichi, Mako Kojima, Juri Takahashi, Nana Okada                                                                   |         |  |
| 11.              | "Gomen ne, Suki ni Natchatte..." (ごめんね、好きになっちゃって…) | Satone Kubo, Rin Okabe, Yui Oguri, Narumi Kuranoo, Yuna Obata, Ayaka Samamoto, Hana Matsuoka, Minami Kato, Yumiko Takino |         |  |

| Edição tipo A |                                            |                                                                     |         |  |
| N.º           | Título                                     | Artistas                                                            | Duração |  |
| 10.           | "Kutsuhimo no Musubikata" (靴紐の結び方)   | Album Senbatsu                                                      | 3:57    |  |
| 11.           | "Namida no Hyōmen Chōryoku" (涙の表面張力) | Mion Mukaichi, Mako Kojima, Juri Takahashi, Nana Okada              |         |  |
| 12.           | "Mystery Line"                             | Yuuka Tano, Jurina Matsui, Miru Shiroma                             | 4:00    |  |
| 13.           | "Ren'ai Mugen Jigoku" (恋愛無間地獄)       | Haruka Komiyama, Rino Sashihara, Yuka Ogino                         |         |  |
| 14.           | "Tengoku no Kakurega" (天国の隠れ家)       | Yui Hiwatashi, Saya Kawamoto, Akari Suda, Akari Yoshida, Rika Nakai |         |  |

| Edição tipo B |                                            |                                                        |         |  |
| N.º           | Título                                     | Artistas                                               | Duração |  |
| 10.           | "Kutsuhimo no Musubikata" (靴紐の結び方)   | Album Senbatsu                                         | 3:57    |  |
| 11.           | "Namida no Hyōmen Chōryoku" (涙の表面張力) | Mion Mukaichi, Mako Kojima, Juri Takahashi, Nana Okada |         |  |
| 12.           | "Kiss Campaign" (キスキャンペーン)         | Anna Iriyama, Rena Kato, Sakura Miyawaki               |         |  |
| 13.           | "Kusaimono Darake" (クサイモノだらけ)      | Yui Yokoyama, Yuki Kashiwagi, Sayaka Yamamoto          | 4:11    |  |

## Pessoal
Membros graduados
- Mayu Watanabe (on tracks 1, 3, 4, 5, 8)
- Haruna Kojima (on track 1)
- Yuria Kizaki (on tracks 1, 3)
- Haruka Shimada (música 6)

Convidados (na pista 2) 
- Marika Ito ( Nogizaka46 )
- Asuka Saito (Nogizaka46)
- Minami Hoshino (Nogizaka46)
- Hinako Kitano (Nogizaka46)
- Ranze Terade (Nogizaka46)
- Miona Hori (Nogizaka46)
- Yui Imaizumi ( Keyakizaka46 )
- Yuuka Sugai (Keyakizaka46)
- Yurina Hirate (Keyakizaka46)
- Rika Watanabe (Keyakizaka46)
- Risa Watanabe (Keyakizaka46)
- Neru Nagahama (Keyakizaka46)

## Histórico de lançamentos
| Região        | Data                  | Formato                       | Gravadora                                          |
| ------------- | --------------------- | ----------------------------- | -------------------------------------------------- |
| Japão         | 24 de janeiro de 2018 | CD Download digital streaming | King Records                                       |
| Hong Kong     | 24 de janeiro de 2018 | CD Download digital streaming | King Records                                       |
| Taiwan        | 24 de janeiro de 2018 | CD Download digital streaming | King Records                                       |
| Coreia do Sul | 13 de julho de 2018   | Download digital streaming    | Stone Music Entertainment Genie Music King Records |